# NGC 5584
NGC 5584は、直径5万光年以上の渦巻銀河である。おとめ座の方角に地球から約7200万光年離れた場所にある。
ハッブル宇宙望遠鏡による画像では、明るい青い若い恒星がNGC 5584の美しい腕部分を形成し、薄く暗い塵が、古い恒星が集まる黄色い核から流れ出ている。また、銀河の背景には、画像全体に赤みがかった点が分布する。
銀河の無数の恒星の中には、ケフェウス型変光星や最近のIa型超新星もある。ケフェウス型変光星やIa型超新星は、宇宙の膨張速度を測定するための信頼性の高い距離梯子として用いられる。NGC 5584は、天文学者が宇宙の膨張速度を測定するために用いている8つの銀河のうちの1つである。この8つの銀河の中で、ケフェウス型変光星が600個以上発見されているが、そのうちの250個がNGC 5584にある。
ケフェウス型変光星は、その固有光度にほぼ比例した速度で脈動しており、比較的近くの銀河までの距離を測る理想的なものさしとなる。Ia型超新星は、同じ明るさで爆発し、その光度は、比較的遠い距離からでも十分観測できるほどの明るさを持つ。
ケフェウス型変光星を含む近い銀河でIa型超新星が見つかると、両方の真の明るさを比較することができる。その情報によって遠くの銀河のIa型超新星の光度を補正し、地球からの距離を計算することができる。近くと遠くの銀河の正確な位置が分かれば、宇宙の膨張速度の値を決定することができる。
画像は、2010年1月から4月の間にハッブル宇宙望遠鏡のWide Field Camera 3で撮影された何枚かの合成画像である。